# Moritz Johner
Moritz Johner (* 24. August 1868 in Neuhausen auf den Fildern; † 6. November 1931 in Bavendorf) war ein katholischer Priester und Historiker.

## Leben
Johner studierte Theologie an der Eberhard Karls Universität in Tübingen, promovierte im Fach Philosophie und erhielt am 17. Juli 1894 im Dom zu Rottenburg am Neckar die Priesterweihe.
In den Jahren 1894 bis 1905 war er Kaplan und Kaplanverweser an verschiedenen Orten des Bistums Rottenburg-Stuttgart, so in Weingarten, Rottenburg, Bad Buchau, Friedrichshafen, Laimnau, Bad Waldsee, Schwäbisch Gmünd und Munderkingen. Seine erste Stelle als Pfarrer trat er 1905 in Reutlingen an. Dort blieb er bis 1913. In dieser Zeit war er Schulinspektor für den Bezirk Rottenburg und Bischöflicher Kommissär.
Am 2. September 1913 wurde er Pfarrer im oberschwäbischen Reinstetten und damit auch zuständig für Wennedach. In den Jahren 1920 bis 1922 wurde die den Heiligen Simon und Judas Thaddäus geweihte Kirche von Wennedach umfassend renoviert.
Im Jahre 1924 wurde er nach Bavendorf versetzt, wo er am 6. November 1931 verstarb.

## Historiker
Neben seiner Tätigkeit als Pfarrer widmete er sich der Erforschung der Geschichte der jeweiligen Orte, an denen er Kaplan oder Pfarrer war. Dabei leistete er Pionierarbeit auf den von ihm untersuchten Gebieten. So erforschte er beispielsweise die Geschichte des Dorfes Wennedach, aber auch die Geschichte der Schenken von Schmalegg, der Familie Ulrichs von Winterstetten. Hierbei stieß er auf einen Hermann von Zange von dem vermutet wird, dass er in Verbindung mit der Zangeburg, einer Burgruine im Schmalegger Tobel steht.
Über die Ergebnisse seiner Forschung veröffentlichte er zahlreiche heimatgeschichtliche Beiträge, die überwiegend als Beiblätter zu Ausgaben des Anzeiger vom Oberland, des Oberschwäbischen Anzeiger und im Deutschen Volksblatt veröffentlicht wurden.

## Veröffentlichungen
- Geschichte des Marchtalerhofs und seiner Kapelle in der Reichsstadt Reutlingen. In: Reutlinger Geschichtsblätter 17, 1906, S. 13 und S. 33
- Schwäbische Dialektdichtung in Marchtaler Schuldramen. In: Württembergische Vierteljahrshefte, NF 21, 1912, S. 269–314[3]
- Ammern bei Tübingen. In: Reutlinger Geschichtsblätter 24/25 (1913/1914), S. 20–23, 33–39.
- Die drei hl. Elenden in Hürbel und Rechtenheim. In: Archiv der christlichen Kunst 1 (1919) S. 5–18.[4]
- Mathys Gryff: Goldschmied in Ulm. In: Archiv der christlichen Kunst 3 (1920/21) S. 38.[4]
- Jörg Syrlin der Ältere. In: Archiv der christlichen Kunst 3 (1920/21) S. 38–39.[4]
- Kurzer Abriß einer Kulturgeschichte des oberschwäbischen Bauern, namentlich unter der Herrschaft der Klöster Gutenzell, Heggbach und Ochsenhausen. Rottumbote 1922 Nr. 17–22.[5]
- Heggbacher Klosterfrauen unter der Äbtissin Agnes Sauter (1480-1509). In: Württembergische Vierteljahrshefte, NF 31 (1922–24), S. 292–295.[3]
- Heggbacher Silbergeschirr am Ausgang des Mittelalters. Archiv der christlichen Kunst 40 (1925) S. 26–28.[5][6]
- Über den Gillenbach. In: Landschaft und Kultur im Bezirk Ravensburg, Nr. 1 (April 1927), S. 2–3. (Digitalisat S. 2, 3)[7]
- Aenderungen an Ortsnamen im südwestlichen Teil des Oberamts Ravensburg. In: Landschaft und Kultur im Bezirk Ravensburg, Nr. 2 (April 1929), S. 1–4. (Digitalisat S. 1, 2, 3, 4)[7]
- Das Waldbad bei Baienfurt: wie alt es ist. In: Landschaft und Kultur im Bezirk Ravensburg 4 (1930) Nr. 7
- Leute aus Hasenweiler und Kappel in Ungarn und Siebenbürgen. In: Landschaft und Kultur im Bezirk Ravensburg. Beilage zum Oberschwäbischen Anzeiger 5 (1931) Nr. 5
- Die Ritter und Schenken von Schmalegg im Kulturbeiblatt des Oberschwäbischen Anzeiger (1931–1932)[8]
- Bausteine zu einer Geschichte der Pfarrei Taldorf. In: Georg Spohn (Hg.): 800 Jahre St. Petrus Taldorf Fest- und Heimatbuch, Katholisches Pfarramt St. Petrus Taldorf 1991, S. 5–19.[9]
- Geschichte des Dorfes Wennedach von Moritz Johner. Hrsg. von Hans Angele, erw. mit erg. Texten, Ochsenhausen, 1. Auflage 2001 ISBN 3-9807403-2-3